# Muʿāwiya ibn Abī Sufyān
Muʿāwiya ibn Abī Sufyān (in arabo معاوية بن أبي سفيان‎?, Muʿāwiya ibn Abī Sufyān; La Mecca, 603 – Damasco, 18 aprile 680) fu il primo califfo omayyade. Dopo la morte del califfo ʿAlī ibn Abī Ṭālib regnò dalla capitale Damasco sul nascente impero arabo dal 661 al 680.

## Biografia
Figlio minore di Abū Sufyān ibn Ḥarb, massimo esponente del potente lignaggio omayyade del clan dei Banū ʿAbd Shams della tribù dei Quraysh, Muʿāwiya (la cui kunya era Abū Ḥanẓala) si era convertito prima che lo facesse il padre, pochissime ore prima della conquista islamica della città pagana di Mecca da parte di Maometto, tanto da essere uno dei segretari (kātib) del Profeta, incaricato con altri di conservare e mettere eventualmente sotto forma scritta parti orali del Corano.

### Le campagne contro i Bizantini

Situazione politica alla metà del VII secolo.

Partecipò come alfiere del fratello maggiore Yazīd alla spedizione islamica in Siria che si trasformò presto in azione di conquista e, morto Yazid di peste ad ʿAmwās (Emmaus), Muʿāwiya gli subentrò per volere del califfo ʿUmar ibn al-Khattāb come governatore (wālī) del territorio siriano.
In questa veste, dopo che gli arabi ebbero consolidato le loro posizioni in Siria e Mesopotamia, si rivolse all'Asia Minore, contro l'Impero bizantino. Nel biennio 642-643 Muʿāwiya, dalle indubbie capacità militari, irruppe in Armenia. Nel 647 entrò in Cappadocia, occupando Cesarea. Dopodiché si diresse in Frigia, fallendo l'occupazione di Amorio. Queste conquiste valsero al governatore e agli Arabi un bottino immenso.
Nel 649 iniziò a dotare la potenza araba di una forza marittima, realizzando la prima spedizione navale araba, durante la quale occupò in successione Cipro, Rodi (dove, dopo secoli, venne smantellato il celebre Colosso) e Coo. L'obiettivo, a ogni modo, sembrava essere Costantinopoli, con tutta l'intenzione di entrare in possesso delle sue gigantesche ricchezze. Costante II dovette reagire a queste penetrazioni che minacciavano direttamente la capitale, ma nel 655 la flotta bizantina veniva distrutta presso la costa della Lidia.
Operò con abilità ed efficienza anche sotto il califfato del suo parente 'Othmàn ibn 'Affàn grazie tra l'altro alla sua sagace politica di tolleranza con l'elemento ebraico e cristiano siriano (il suo medico, Ibn ʿUthāl, era cristiano).

### La nomina al califfato

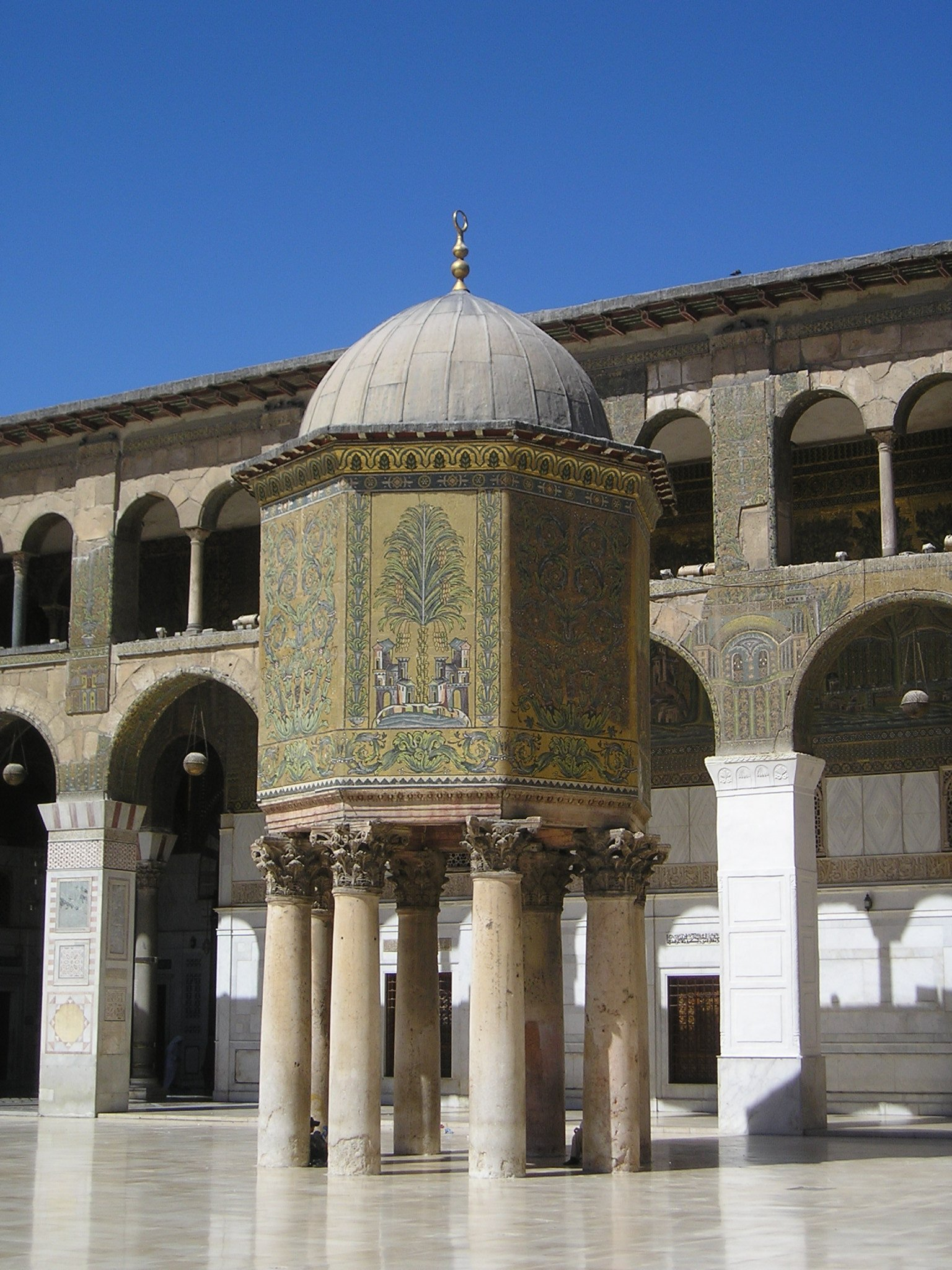
La moschea degli Omayyadi, la fondazione della musalla all'aperto avvenne durante il califfato di Muʿāwiya.

La situazione di disordine già presente negli ultimi anni di ʿUthmān e poi esacerbatasi con la sua uccisione (656), portò l'impero arabo in grave difficoltà, tanto da dovere interrompere di colpo l'avanzata contro Bisanzio e venire a patti con la medesima, sottoscrivendo una pace nel 659 con cui gli Arabi si impegnavano a versare tributi.
Fu designato dalle sue truppe califfo in Siria e dovette resistere alla deposizione disposta contro di lui dal nuovo califfo 'Ali ibn Abi Tàlib, eletto a Medina, genero del Profeta, pretendendo che innanzi tutto fosse fatta piena luce e giustizia per l'assassinio di ʿUthmān.
Se nello scontro di Siffin che ne seguì non vi furono vincitori né vinti e se da un arbitrato (o forse due) con ʿAlī egli trasse indubbi vantaggi politici, se non proprio legali, fu solo dopo la morte del cugino e genero di Maometto e dopo la rinuncia da parte del figlio di ʿAlī, al-Ḥasan, che Muʿāwiya poté farsi acclamare califfo a Gerusalemme dai suoi sostenitori e dalla cerchia dei suoi guerrieri e collaboratori. Quando ῾Alī fu ucciso, nel 661, era già di fatto padrone di buona parte dell'impero arabo.

### Ripresa della guerra contro Bisanzio
Dopo la composizione delle lotte intestine Muʿāwiya riprese la guerra contro l'impero bizantino, recuperando quel progetto di conquista che aveva iniziato quando ricopriva il ruolo di wālī. Nel 663 riapparve in Asia Minore, iniziando una serie di spedizioni con cadenza annuale nel territorio bizantino. Riprendeva anche la guerra navale con la conquista di Chio, che completava quelle di Cipro, Rodi e Coo, e la presa della penisola di Cizico nel 670. Due anni dopo la flotta araba occupava Smirne e si preparava alla grande e decisiva offensiva contro Costantinopoli.
Nella primavera del 674 iniziava l'assedio navale della capitale bizantina, che si protrasse per quattro anni, senza riuscire ad avere ragione delle poderose difese di cui era dotata la città (tra cui le poderose mura teodosiane), nonché della tenacia dell'imperatore Costantino IV, figlio del suo vecchio avversario Costante. L'impiego del fuoco greco (inventato da un architetto greco, Callinico, fuggito dalla Siria) seminò distruzione nella flotta araba, costringendo il califfo a decidere la ritirata. Lo stesso si vide costretto a concludere un trattato umiliante con Costantino, con il quale si impegnava a pagare un tributo di tremila monete d'oro, di cinquanta prigionieri e cinquanta cavalli ogni anno.

### Politica interna

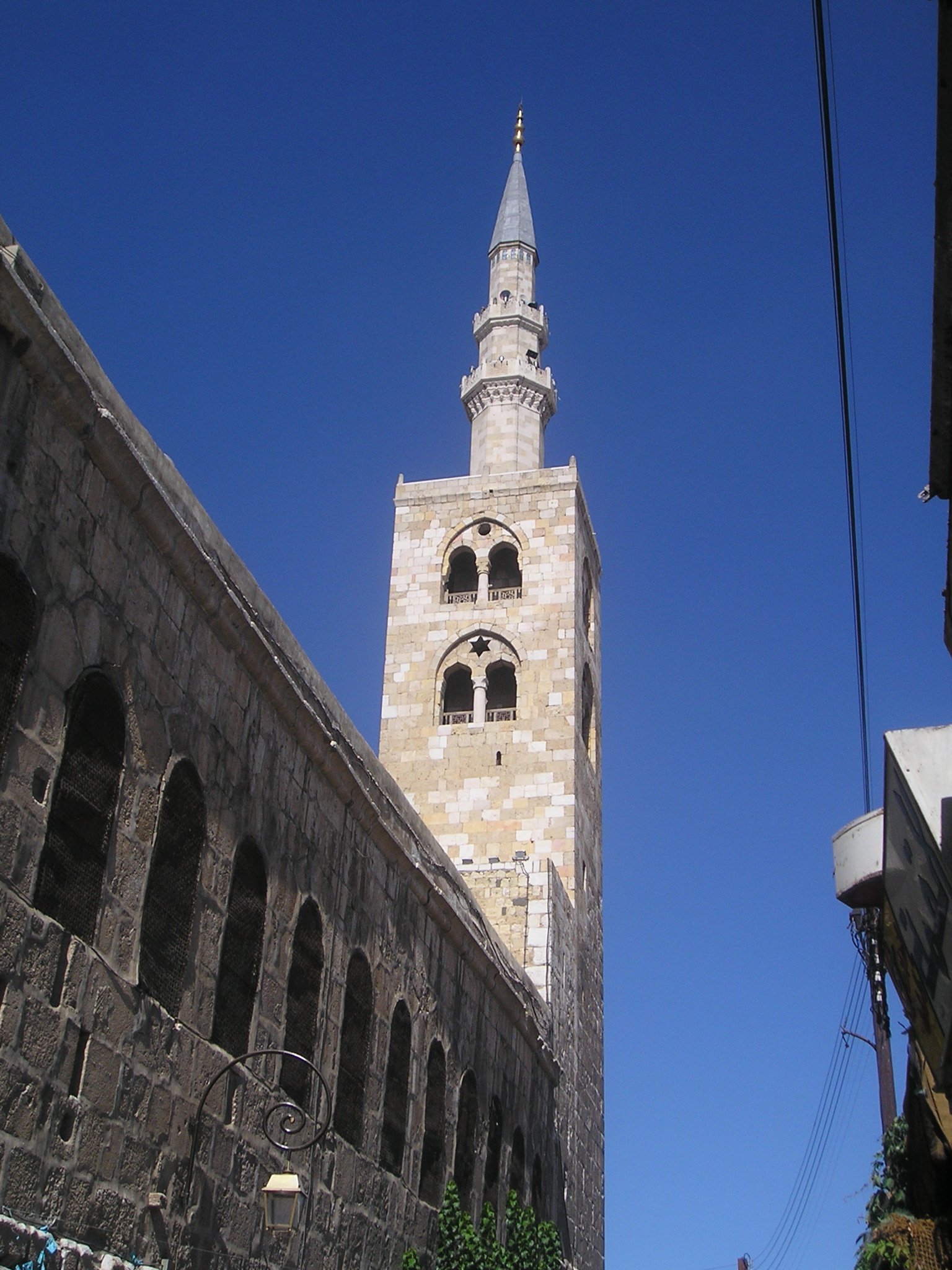
Il minareto di ʿĪsā della Moschea degli Omayyadi, edificata da al-Walid I sui resti dell'originale chiesa dedicata da Teodosio a san Giovanni Battista, riconosciuto profeta anche dall'islam, come Gesù, detto ʿĪsā in arabo.

Governò da califfo con la stessa capacità e moderazione (proverbiale il suo ʿilm, l'"autocontrollo", che gli permetteva di non esasperare le tensioni con i suoi oppositori, giungendo quasi sempre in modo pacifico alla soluzione dei problemi) già mostrata nel corso del suo ventennale governatorato siriano, tanto da smorzare le perduranti espressioni di bellicosità civile. Ebbe però il torto di designare suo successore il figlio Yazīd b. Muʿāwiya, inaugurando un'inusitata e sgradita modalità di designazione dinastica per il califfato. Questo gli fece perdere ascendente agli occhi dei credenti musulmani più tradizionalisti (tanto che si parlerà di lui più in termini di "re" che di "Comandante dei credenti"), anche se l'obbligo di ubbidire al califfo rimase pur sempre uno dei doveri maggiormente sentiti da parte dei musulmani dell'epoca.
Operò anche alcune importanti riforme, creando la figura del percettore del kharāj (ṣāḥib al-kharāj), distinto dal Governatore e istituendo i cosiddetti jund che, ispirati probabilmente ai themata bizantini, erano circoscrizioni militari e fiscali, in grado di raccogliere il previsto gettito e di fornire, alla bisogna, un certo numero di soldati all'esercito califfale. Tra essi si ricordano i jund di Damasco (amministrato dallo stesso Muʿāwiya), quelli di Qinnasrin, di Urdunn e di Filasṭīn.
Il completamento della sua riforma fu affrontato dal suo figlio ed erede.